# Poprad-Tatrys flygplats
Poprad-Tatrys flygplats (slovakiska: Letisko Poprad-Tatry) (IATA: TAT, ICAO: LZTT) är en flygplats i den slovakiska skidorten Poprad.
Flygplatsen har reguljära- och charterflygningar. Faciliteter i flygplatsterminalen är en snabbmatsrestaurang, bilhyrningsdisk, resebyrå och valutaväxlingskontor.
Flygplatsen servar också den polska staden Zakopane.

## Flygbolag och destinationer
| Flygbolag | Destinationer                           |
| --------- | --------------------------------------- |
| airBaltic | Säsong:Riga (avslutas 12 december 2015) |
| Wizz Air  | London (Luton)                          |